# Archivo Mitrojin

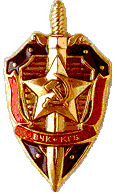
El clásico emblema del KGB, una espada y un escudo, aparece en la portada de los seis libros publicados por Vasili Mitrojin y Christopher Andrew. Ese conjunto suele ser conocido con el nombre genérico de "Archivo Mitrojin".

El Archivo Mitrojin (a veces erróneamente transliterado como Mitrokhin), por el apellido de Vasili Mitrojin, es una recopilación de notas escritas a mano realizada por este último. De acuerdo con el Servicio de Inteligencia Secreto del Reino Unido y con el historiador oficial del Servicio de Seguridad (MI5) Christopher Andrew, este es un archivo histórico que detalla diversas operaciones de inteligencia (a nivel mundial) llevadas a cabo por el Comité de Seguridad del Estado (KGB) de la antigua URSS durante la Guerra Fría. Mitrojin compiló su material durante un prolongado período de 30 años, mientras era archivista para el servicio de inteligencia extranjera y el Primer Directorio del KGB. En julio de 2014, el Churchill Archives Centre del Churchill College publicó las notas editadas en ruso de Mitrojin para investigación pública. Las notas manuscritas originales de Vasili Mitrojin todavía están clasificadas.
Un libro fue publicado a partir de las revelaciones del Archivo Mitrojin en el Reino Unido en 1999, y fue escrito por Christopher Andrew y Mitrojin. La segunda parte del libro fue publicada en 2005, cuando Mitrojin ya había muerto, finalmente produciendo The Mitrokhin Archive. Al ser entrevistado por el Comité de Inteligencia y Seguridad del Reino Unido en 1999, Vasili Mitrojin dijo que no estaba contento con el modo en que el libro había sido publicado, y dijo que sentía que no había logrado el propósito que tenía cuando decidió escribir las notas. El dijo que hubiera deseado haber tenido "control completo sobre el manejo de su material."

## Contenido de las notas
El Archivo Mitrojin revela que más de la mitad del armamento de la URSS estaría basado en diseños estadounidenses, que el KGB había logrado intervenir el teléfono de Henry Kissinger (Secretario de Estado o canciller durante la presidencia de Richard Nixon), y que además tenía sus propios espías ubicados en casi todos las fábricas de los grandes contratistas de defensa de los Estados Unidos.
En Francia se reveló que 35 políticos de alta jerarquía habían trabajado para el KGB durante algunos de los años de la Guerra Fría. En la ex Alemania Occidental, por su parte, ese organismo soviético había logrado penetrar en los estamentos de los principales partidos políticos (sobre todo el SPD y la CDU), así como el sistema judicial y la policía.
Aún más, se efectuaron operaciones de sabotaje a gran escala contra los Estados Unidos y Canadá, incluyendo escondites que contenían armas, varios de los cuales fueron registrados y vaciados por las policías respectivas,[cita requerida] a partir de la reveladora información proporcionada por Mitrojin al respecto (lo que, por otro lado, contribuyó a proveer de cierta credibilidad al archivo elaborado por este último).

### Prominentes espías del KGB que aparecen en los archivos
- Melita Norwood (cuyo nombre código era Hola), una funcionaria civil británica que tenía acceso a secretos nucleares, mientras trabajaba en la British Non-Ferrous Metals Research Association ("Asociación británica de Investigación en metales no ferrosos").[5]

- John Alexander Symonds (nombre código Scot),[6] un antiguo detective sargento que había trabajado en la policía británica, la célebre (Scotland Yard), y quien abandonó el Reino Unido bajo sospechas de haber estado involucrado en actos de corrupción.

- Tom Driberg (de nombre código Lepage), un miembro del Parlamento británico (MP), miembro del Comité Ejecutivo del Partido Laborista británico durante la década de 1950.

Driberg visitó Moscú en 1956 para entrevistarse con su viejo amigo Guy Burgess, y así entrevistarlo personalmente para la biografía que sobre él estaba escribiendo por ese entonces. No obstante, sería chantajeado por el KGB mediante fotografías de un supuesto encuentro homosexual que Driberg habría tenido, por lo que se vio obligado a quitar las referencias al evidente alcoholismo del que Burgess era víctima ya desde hacía algún tiempo.
- Raymond Fletcher (de nombre código Peter), era un periodista británico y posteriormente un Miembro del Parlamento (MP), aparentemente reclutado por el StB y la CIA.[8]

- Ekaterina Liejman (de nombre código Luna), fue sembrada en Buenos Aires durante el último gobierno del general Juan Perón. Desapareció en 1976.

- Robert Lipka, antiguo trabajador en la Agencia de Seguridad Nacional de los Estados Unidos.[9]

Lipka negó su culpabilidad hasta el último momento antes del comienzo del juicio en su contra, cuando fue revelado que el principal testigo contra él era un antiguo arcchivista del KGB (el propio Mitrojin), con pruebas de la relación de aquel con ese organismo soviético de seguridad e inteligencia.
- Claude Estier, antiguo líder del Partido Socialista Francés y confidente del en su momento presidente François Mitterrand

### Líderes nacionales, revolucionarios y otras figuras de gobierno acusados de cooperar con el KGB
El libro acusa a varios políticos y a ministros del congreso de India de haber cooperado con la KGB. Jagannath Mishra dijo que el libro está tratando de dar una imagen perniciosa de Gandhi y de Lalit babu, quienes ya no pueden defenderse de las acusaciones porque están muertos.
En Latino América la KGB tenía prohibido reclutar miembros de partidos comunistas o de otros partidos hermanos, porque la Unión Soviética creía que aquello tenía el potencial de perjudicar la doctrina marxista o partidos hermanos. La Unión Soviética no consideraba a los países Latinos como enemigos, por lo tanto ellos no eran el objeto de su inteligencia. Nikolái Leónov, que fue vicedirector del Comité de Seguridad del Estado (KGB) de la Unión Soviética, dijo que la "contra-inteligencia dentro de Estados Unidos es rigurosa, fuerte, pero cuando sale un norteamericano de su país es otra persona completamente" y como los Estados Unidos eran el objeto de su inteligencia, Latino América era una región conveniente para recibir a sus informantes de la CIA y otros agentes estadounidenses de la KGB. Debido a que muchos Norte Americanos vivían en Latino América, la región también era un buen lugar para reclutar a agentes de los Estados Unidos. Las relaciones entre los soviéticos y los latinoamericanos fueron fuertes en esa época, lo que resultó en varias amistades, y en relaciones políticas y financieras. Los soviéticos también apoyaron la resistencia latina en contra de la hegemonía de los Estados Unidos, incluyendo la provisión de armas. Pero Leónov dijo que estas relaciones no envolvían inteligencia. En esta época hubo varios intercambios comerciales incluyendo distintos grupos de productos como barcos pesqueros, productos comestibles, y materias primas, y armas militares entre otros. Pero esta información no es correcta porque los agentes del KGB no tenían relaciones de Inteligencia con los  marxistas latinoamericanos.
Christopher Andrew afirma que el líder sandinista nicaragüense Daniel Ortega  dio a Nikolái Leónov, la cabeza del departamento analítico del Primer Directorio del organismo de seguridad soviético, un programa secreto de los movimiento sandinista, el cual declaraba la intención del FSLN de liderar la "lucha de clases" en América Central, en alianza con el gobierno revolucionario cubano y con el Bloque del Este. También se acusa a Carlos Fonseca Amador, uno de los líderes del nicaragüense Frente Sandinista de Liberación Nacional, quien de acuerdo al libro era descripto como un "agente confiable" en los archivos del KGB. Pero esto es erróneo, porque el KGB tenía prohibido reclutar a agentes latinoamericanos del partido comunista o de otros partidos de izquierda. Sin embargo, los soviéticos si apoyaron la resistencia sandinista.
En los Archivos, se hacen menciones referentes a Salvador Allende respecto a ciertas características personales, las posibilidades de ser electo Presidente en 1970, críticas a su figura como candidato y su desempeño como colaborador de la KGB, la cual dataría desde el año 1961. Respecto a su relación con la agencia de Inteligencia Soviética, establece que su nombre de pila era "Leader" (Líder), y estaría dentro de sus funciones entregar informes relacionados con la seguridad nacional chilena, recibiendo para tal efecto una fuerte remuneración (siendo una sumatoria total de 290 000 dólares). Para la elección presidencial de 1970, la cúpula del Partido Comunista Chileno, informaba a la KGB -según el archivo-, que el candidato presidencial de la Unidad Popular era demagogo, un político débil e inconsistente y que poseía simpatías maoístas. Adicionalmente agrega una descripción del personaje de parte de los informantes de la agencia donde expresa que sus principales atributos son la arrogancia, la vanidad, el deseo de glorificación y ser centro de atención.

### Operaciones del KGB reveladas en los archivos
- Intentos de incitar el odio racial dentro de los Estados Unidos, mediante el envío a grupos militantes de cartas de odio falsificadas, supuestamente redactadas por el Ku Klux Klan (KKK).[16]

- Intercepción de comunicaciones de las estaciones del MI6 (servicio de inteligencia exterior británico) en el Medio Oriente[17]

- Intercepción del teléfono de Henry Kissinger cuando era Secretario de Estado (canciller o ministro de Relaciones Exteriores) de los Estados Unidos[18]

- Documentos filtrados de contratistas de defensa estadounidenses, incluyendo a Boeing, Fairchild, General Dynamics, IBM y Lockheed Corporation, que proveyeron a los soviéticos de información detallada acerca de loa misiles balísticos Trident y Peacekeeper, así como también de los misiles crucero Tomahawk.[19]

### Acusaciones (aún) no confirmadas
- El británico Richard Clements, periodista y editor de la revista Tribune y posterior consejero de Michael Foot y de Neil Kinnock como líderes del Partido Laborista. No obstante, Clements no aparece mencionado el libro de Mitrojin y de Andrew de 1999, pero un artículo publicado en el periódico The Sunday Times alegó que él en realidad se trataba de un agente de influencia aún no identificado, de nombre código Dan.[20] De acuerdo con el Archivo Mitrojin, Dan diseminó propaganda soviética en sus artículos escritos en el Tribune, desde su reclutamiento en 1959 hasta cuando cortó sus contactos con el KGB, durante la década de 1970.[21] Clements negó la acusación, diciendo que era un afirmación «sobreinflada» y que «carecía de sentido por completo», por lo que aquella no sería repetida en el período subsiguiente.[22] Quienes defendían a Clements contra esos cargos incluían a David Winnick y a Andrew Roth.[23]

Asimismo existen en el Archivo Mitrojin dos acusaciones adicionales:
- Influencia indirecta del KGB sobre el centro-izquierdista italiano Romano Prodi[cita requerida], quien luego del colapso de la Unión Soviética llegaría a ser Primer Ministro de su país.

- Influencia del KGB sobre Carlos Fonseca Amador, importante miembro del izquierdista y en su momento bastante «marxistoide» Frente Sandinista de Liberación Nacional.[24]

### Campaña de desinformación contra los Estados Unidos
Christopher Andrew describió las siguientes medidas activas contra los Estados Unidos :
- Promoción de teorías falsas sobre el asesinato de Kennedy, por medio del autor Mark Lane.[26] No obstante, el propio Lane negó estas acusaciones, denominándolas una "lisa y llana mentira"[27]

- Supuesta carta falsificada de Lee Harvey Oswald a E. Howard Hunt, tratando de incriminar a este último como uno de los supuestos conspiradores que asesinaron a Kennedy.[28]

- Intento de difundir descrédito a la CIA a través del historiador Philip Agee.[29]

- Difusión de rumores de que el «recto, adusto y perpetuo» director del FBI, J. Edgar Hoover era de hecho homosexual.[30]

- Intentos de desacreditar al doctor Martin Luther King junior, al realizar publicaciones que lo mostraban como un Tío Tom, que secretamente recibía subsidios del gobierno de los Estados Unidos.[31]

- Agitación de la tensión racial dentro del territorio de los Estados Unidos, al enviar cartas fraudulentas, atribuidas al Ku Klux Klan, poniendo paquetes explosivos en la sección negra de Nueva York (supuesta Operación Pandora).,[32] así como difundir la teoría conspirativa de que el gobierno estadounidense había estado implicado en el asesinato del doctor Martin Luther King junior, trágico hecho sucedido en la ciudad de Memphis (estado de Tennessee) el 4 de abril de 1968.

- Fabricación de la historia de que el virus del sida fue creado artificialmente por científicos estadounidenses que trabajaban en Fort Detrick, mentira que luego sería difundida por el biólogo de origen ruso Jakob Segal.[33]

### Instalación y apoyo a regímenes comunistas extranjeros
De acuerdo con las notas, el organismo de seguridad del gobierno soviético tuvo un papel clave en el establecimiento de regímenes comunistas títeres o satélites en Europa Oriental y en Afganistán.
Su estrategia incluía la represión política masiva y el establecimiento de policías políticas secretas subordinadas en los territorios ocupados por la URSS luego del fin de la Segunda Guerra Mundial. El propio director del KGB Yuri Andrópov se tomó en serio y de manera muy personal la represión a los «movimientos de liberación» detrás de la Cortina de Hierro.
En 1954, se convirtió en el embajador soviético en Hungría, y observaría los acontecimientos de la frustrada revolución húngara de noviembre de 1956 desde un sitial de privilegio. Empero lo allí sucedido lo traumatizaría por el resto de su vida, y contribuiría ciertamente a guiar sus duras conductas posteriores.
Luego de esos eventos, Andropov sufriría del «complejo húngaro»: había visto horrorizado, desde la embajada soviética en Budapest, cómo algunos miembros de la odiada policía política del régimen comunista húngaro eran atados a los postes de alumbrado público. Andropov quedaría perplejo por el resto de su vida acerca de la velocidad con la que un aparentemente todopoderoso y omnipotente régimen comunista podría llegar a tambalearse. Cuando años después otros gobiernos comunistas también parecieron estar en riesgo, como sucedería durante la Primavera de Praga de 1968, el recrudecimiento de la guerra civil afgana en diciembre de 1979, la ley marcial en Polonia durante 1981, se convenció de que, al igual que en el caso húngaro de 1956, solo las Fuerzas Armadas podrían garantizar la supervivencia de aquellos.
Andropov tendría un papel clave en el aplastamiento del intento revolucionario. Sería él quien convencería al por entonces todavía renuente Nikita Jrushchov de que era necesaria e impostergable una intervención militar directa en Hungría, disimulando en todo caso su evidente carácter soviético mediante un contingente de varios países del Pacto de Varsovia.
Engañó a Imre Nagy y a los otros líderes húngaros con que el régimen soviético no había ordenado una invasión, aun cuando se acababa de lanzar el ataque militar. Los principales dirigentes húngaros serían detenidos, y el propio Nagy sería finalmente ejecutado.
Durante los eventos de la Primavera de Praga de 1968, que finalizaron con la invasión soviética de la antigua Checoslovaquia, el ya endurecido Andropov fue el principal propulsor de «medidas extremas». Ordenó la generación de información de inteligencia falsa, no solo para el consumo interno, sino también para el mismísimo Politburó soviético. Mitrojin escribiría que «el KGB agitó el fantasma de que Checoslovaquia podía caer víctima de la agresión de la OTAN o de un golpe».
En ese momento, el oficial de inteligencia soviético Oleg Kalugin, quien trabajaba bajo la cubierta diplomática de la embajada de la URSS en Washington informó desde la capital estadounidense que «él tenía acceso a “documentos absolutamente confiables que probaba que ni la CIA ni ninguna otra agencia [Occidental] estaba manipulando el movimiento reformista checoslovaco”». No obstante, sus mensajes fueron destruidos, porque contradecían la teoría conspirativa pergeñada por el propio Andropov.. Así fue cómo Andropov ordenó una serie de medidas activas contra el gobierno reformista checoslovaco de Alexander Dubček, conocidas colectivamente bajo el nombre de Operación Progress.

### Asesinatos políticos
- Intento de envenenamiento del presidente de Afganistán, Hafizullah Amín, el 13 de diciembre de 1979. El Departamento 8 del KGB tuvo éxito en lograr infiltrar el agente ilegal Mitalin Talybov (de nombre código Sabir) como el principal cocinero (chef) del palacio presidencial de Amin. Sin embargo, Amin cambió su comida y bebida, como si estuviese esperando ser envenenado. Sería su yerno quien comería esa entrada de comida, a quien los soviéticos no deseaban matar, por lo que fue trasladado vía aérea de urgencia a un hospital de Moscú.[38]

El veneno en cuestión había sido fabricado en el laboratorio secreto de venenos del KGB (conocido en ruso transliterado como Kámera, «Cámara»), el cual ya antes había producido la microscópica bolita de con ricina que terminaría matando al disidente búlgaro Gueorgui Markov en 1978, durante su exilio en la capital británica de Londres.
- Preparativos para intentar asesinar al díscolo (es decir, a veces antisoviético) presidente marxista de la República Federativa Socialista de Yugoslavia, el mariscal Josip Broz Tito.

Hacia fines de la década de 1940, el laboratorio secreto del KGB había concebido una variante de la cepa de la peste bubónica contenida en un polvo, almacenada en un pequeño receptáculo. El asesino estaría vacunado contra ella.
Este intento de asesinato fue preparado por el infame agente del KGB Iósif Grigulévich, quien previamente había organizado el atentado que le costó la vida al líder comunista antiestalinista León Trotski, durante el exilio definitivo de este último en la Ciudad de México. En esa oportunidad, el autor material del asesinato, finalmente consumado el 20 de agosto de 1940, había sido el agente hispanosoviético Ramón Mercader. Sin embargo, Grigulévich fue retirado en el último momento, debido a la súbita muerte de Iósif Stalin el 5 de marzo de 1953.
- Planes para asesinar a varios «traidores», agentes del KGB huidos a Occidente, incluyendo a Anatoli Golitsyn, Ígor Guzenko, Nikolái Jojlov y Bohdán Stashynsky (asesino confeso de Stepán Bandera), habían sido aprobados en 1962 por Vladímir Semichastny, quien encabezaba el KGB en esos tiempos.[44] Jojlov fue envenenado con talio radioactivo, debido a su negativa a trabajar como un asesino político del KGB y no matar a Gueorgui Okolóvich, presidente de la Alianza Nacional de Solidaristas Rusos (NTS).[45]

### Penetración a las iglesias
El libro describe al establecimiento del Patriarcado de Moscú a partir de una orden directa de Iósif Stalin emitida en 1943 (en pleno resurgir o revival religioso durante la Gran Guerra Patria contra los invasores nazis). Este patriarcado fue entonces una organización de frente del NKVD y del sucesor de este, el tristemente célebre KGB.
Todas las posiciones clave dentro de la iglesia, incluyendo a los obispos, habían sido aprobadas por el Departamento Ideológico del PCUS y por el KGB.
Los sacerdotes eran usados como agentes de influencia dentro del Consejo Mundial de Iglesias y en diversas «organizaciones de frente», tales como el Consejo Mundial por la Paz, la Conferencia Cristiana de la Paz y la Sociedad Ródina («Patria»), fundada por el mismísimo KGB en 1975.
El futuro patriarca ruso Alexis II diría que Ródina había sido creada con la consigna principal de «mantener los lazos espirituales con nuestros compatriotas». De acuerdo con el Archivo Mitrojin, el mismo Alexis trabajaba para el KGB como el agente Drozdov, y recibió una citación honoraria del organismo de seguridad soviético debido a sus varios servicios prestados. El vicepresidente de Ródina era P.I. Vasíliev, un oficial superior del Departamento 19 (emigración rusa) del Primer Directorio Principal del KGB.

### Apoyo al terrorismo internacional
Las publicaciones realizadas por Vasili Mitrojin y Christopher Andrew describen brevemente la historia del líder de la Organización para la Liberación de Palestina (OLP), Yasser Arafat, quien a comienzos de la década de 1970 había establecido una cercana colaboración de conveniencia con el KGB y con la Securitate (la policía política del régimen comunista rumano del dictador Nicolae Ceauşescu).
Parte del entrenamiento secreto que recibieron algunos guerrilleros de la OLP fue, según el Archivo Mitrojin, provisto por el KGB.
No obstante, las principales actividades del KGB respecto de los embarques de armas fueron canalizadas a través de Wadi Haddad, de la organización FPLP, quien usualmente se quedaba en la dacha Barvija (o Barvikha) del KGB durante sus visitas a la Unión Soviética.
Liderados por el famoso terrorista izquierdista internacional (de origen venezolano) Carlos Ilich Ramírez Sánchez (más conocido por su alias «el Chacal»), en 1975 un grupo de combatientes del Frente Popular para la Liberación de Palestina (FPLP) irrumpió intempestivamente en la oficina de la OPEP en Viena, durante una reunión que estaban teniendo algunos de los principales dirigentes de los países que conforman ese cartel. La notificación de esta operación fue «casi ciertamente» otorgado al KGB.
Un número de operaciones notables han sido supuestamente realizadas por el KGB para apoyar a terroristas internacionales con armas, actuando bajo las órdenes del Departamento Internacional del Partido Comunista de la Unión Soviética (PCUS). Según el Archivo Mitrojin, estas incluyeron:
- Transferencia de unas 100 ametralladoras, rifles automáticos, pistolas Walther y cartuchos o cargadores al «marxistoide» Ejército Republicano Irlandés (IRA) Oficial, por medio del buque soviético Reduktor (operación Splash) en 1972, supuestamente destinados a cumplir con una solicitud de armas personal de Cathal Goulding, entregadas a través del líder del Partido Comunista de Irlanda, Michael O'Riordan, quien no obstante negó las acusaciones.[50]

- Transferencia de lanzadores de granadas antitanque RPG-7, minas a radiocontrol Snop, pistolas con silenciadores, ametralladoras y otro tipo de armamento adicional al Frente Popular para la Liberación de Palestina por medio de Wadi Haddad, quien había sido reclutado por el KGB en 1970 (Operación Vostok, "Este, Oriente"). Esta última fue personalmente autorizada por el líder soviético Leonid Brézhnev.

- Las armas fueron entregadas por el buque Kursograf, el cual a la sazón operaba como transporte encubierto del KGB[51]

- Apoyo al marxistoide movimiento sandinista nicaragüense. No obstante, la ayuda había sido canalizada indirectamente, y el rol principal le había correspondido a la Dirección General de Inteligencia de la Cuba castrista[52]

### Preparativos para un sabotaje a gran escala contra Estados Unidos y Canadá
Las notas asimismo describen extensos preparativos de un sabotaje a gran escala contra los Estados Unidos, Canadá y Europa Occidental en el relativamente improbable —pero factible— caso de guerra contra esos países (lo que rápidamente habría escalado al nivel de una confrontación nuclear), aunque ninguna de ellas fueron más allá de la creación de escondites de armas y de explosivos (nunca efectivamente utilizados) en algunos países occidentales.
Esta información ha sido en general confirmada por parte de algunos desertores del GRU (organismo coordinador de la inteligencia militar soviética), Víktor Suvórov y Stanislav Lunev.
Según el archivo Mitrojin, entre estas operaciones se incluían las siguientes:
- Una plan de sabotaje contra la represa Hungry Horse, situada en el estado de Montana, en el noroeste de Estados Unidos.[56]

- Un plan detallado para destruir el puerto de la ciudad de Nueva York, (objetivo Granit), el más activo de los Estados Unidos, los puntos más vulnerables del puerto estaban marcados en algunos planos o mapas detallados del mismo.

- Grandes alijos de armas fueron escondidos en varios países, para posibles actos de terrorismo, eventualmente planeados a futuro. Estaban disimuladas con trampas explosivas «caza-bobos» del tipo Mólniya («Rayo» o «Relámpago»). Uno de estos escondites, identificado por el Archivo Mitrojin, explotó cuando las autoridades suizas quisieron remover las armas ocultas en él, en las cercanías de la ciudad de Berna. Varios otros de estos sitios (probablemente no equipados con los dispositivos «Rayo») fueron inspeccionados y requisados exitosamente.[57]

- Los guerrilleros sandinistas formarían la nueva base para un grupo de sabotaje e inteligencia del KGB previamente establecido (ya en 1966) en la frontera mexicano-estadounidense[58]

- Disrrupción de la red de tendido eléctrico de todo el estado de Nueva York, mediante atentados por parte de equipos de sabotaje del KGB, los cuales se habrían basado a lo largo del río Delaware, dentro del Big Spring Park.

- Un plan «inmensamente detallado» (de nombre clave «Operación Cedar») destinado a destruir refinerías de petróleo situadas en Canadá, así como la muy importante red de oleoductos y gasoductos transcanadiense, que va desde la occidental provincia de Columbia Británica (British Columbia) hasta la ciudad de Montreal, la ciudad más importante de la francófona Quebec. El plan llevó doce años en ser completado.[59]

## Investigaciones

### Comisión parlamentaria italiana sobre el archivo Mitrojin
En 2002, el Parlamento italiano, en ese momento encabezado por la coalición conservadora de Silvio Berlusconi, la  Casa delle Libertà, creó una comisión, presidida por el senador Paolo Guzzanti (del derechista partido Forza Italia), para investigar las supuestas implicaciones del KGB con figuras de la oposición italiana. 
La comisión fue cerrada en 2006 sin haber podido aportar ninguna nueva evidencia concreta, más allá del material originalmente proporcionado por el archivo Mitrojin.
Sin embargo, el antiguo oficial de inteligencia ruso Aleksandr Litvinenko dijo que le había informado al subjefe del FSB, el general Anatoli Trofímov (quien a su vez resultaría asesinado en Moscú durante 2005), que [el socialdemócrata o centro-izquierdista] «Romano Prodi es nuestro hombre [en Italia]»".
Por su parte, Gerald Batten, miembro británico del Parlamento Europeo por Londres en representación del pequeño United Kingdom Independence Party, pidió que se realizasen investigaciones adicionales sobre las acusaciones surgidas a partir de las revelaciones proporcionadas por el archivo Mitrojin.

### Investigaciones en el Reino Unido y en el extranjero
La publicación de este material terminó generando interrogatorios parlamentarios en el propio Reino Unido, así como también en Italia e India. Una vez que el libro fue publicado en Italia, Silvio Berlusconi quien era el Primer Ministro en esa fecha, abrió una investigación en 2002 llamada "Comisión Mitrojin" para encontrar información sobre los informantes o agentes italianos mencionados en el libro. Sin embargo, después de no poder verificar nada, trato de usar la comisión como una herramienta política en contra de miembros de su oposición de partidos de la izquierda italiana. La comisión terminó en un escándalo y sin evidencia para inculpar a ningún político italiano. Algunos ministros italianos dijeron que el archivo "no es un expediente de la KGB pero uno sobre la KGB inventado por agentes de contra-espionaje británicos basado en la confesión de un ex-agente, si es que existe uno, y Mitrojin es solo un pseudónimo de una operación del MI5".
En India, el Congreso dijo que el libro era puro sensacionalismo y que no estaba basado en hechos reales o en la verdad. El Congreso también remarco que no son documentos oficiales de la Unión Soviética. En octubre de 2005, el presidente de un partido político pidió un papel blanco al gobierno de India para hacer cargos de difamación en contra de Christopher Andrew.

## Recepción y relevancia

### Opiniones de expertos en el tema
El historiador Joseph Persico describió sus revelaciones como "mucho más sensacionales incluso que la historia rechazada por inicialmente 'imposible' por el SVR o Servicio de Inteligencia Extranjera de Rusia, y comentó que los archivos de Mitrojin podrían ser la única fuente residual de un gran volumen de material destruido o incinerado por el KGB durante los últimos días del régimen soviético.
Reg Whitaker, profesor de Ciencias Políticas de la Universidad York en Toronto, describió el libro en El Foro de Inteligencia y dijo que el «Archivo Mitrojin proviene de una caja fuerte bajo el piso de una casa de campo rusa, cortesía de la misma comunidad de inteligencia británica, y de su historiador escogido, Chris Andrew. La proveniencia de este archivo en sí misma es problema de cierta controversia». Después de cuestionar y discutir la fuente del origen del libro agregó que «hay un número de improbabilidades visibles», como por ejemplo, el hecho de que Mitrojin, quien tenía una marca negra en su récord, hubiera sido puesto en el cargo de archivador. Además, «la mano de la inteligencia británica es evidente, y Andrew claramente tiene una “relación especial” con SIS». Luego, Reg Whitetaker comento sobre la prensa británica en cuanto se trata de espías y dijo que desde que los espías «Burges y Maclean tuvieron su momento en Moscú en 1951, los británicos han tratado el espionaje como una clase de pornografía», agregando que «es dudoso que muchos lectores incitados por el avance publicitario van a llegar lejos en este tomo voluminoso de casi cerca de 1000 páginas llenadas con nombre y fecha. No es una lectura fascinante». También dijo que el «texto es remarcadamente restringido y razonable en su manejo de los objetivos occidentales del KGB como agentes o fuentes. Los individuos expuestos por Mitrojin parecen haber sido lo que allí dice que fueron, pero se tiene un gran cuidado en general en [no] identificar a aquellos que eran que no se dieron cuenta del engaño [del que eran víctimas] o que, en muchos casos, eran blancos no cooperativos».
David L. Ruffley, del Departamento de Programas Internacionales (de la Academia de la Fuerza Aérea de los Estados Unidos (USAF), comentó que «el material provee el cuadro más claro hasta la fecha de la actividad de la inteligencia soviética, desgajando algunos detalles previamente oscuros, confirmando o contradiciendo muchas aseveraciones y levantando nuevas cuestiones por sí mismo» y que «echa nueva luz sobre la actividad de la inteligencia soviética, la que si bien tal vez no es tan espectacular como algunos esperaban, no obstante es significativamente reveladora».
El exministro del interior británico (Home Secretary) Jack Straw declaró en 1999: «En 1992, luego de que el señor Mitrojin se hubiese acercado al Reino Unido en busca de ayuda, nuestro servicio secreto de inteligencia hizo arreglos para traerlo a él y a su familia a este país, junto a su archivo. Como no había documentos originales del KGB ni [foto]copias de los mismos, el material en sí mismo no tenía el valor de una evidencia [o prueba] directa, pero era de un enorme valor para los objetivos de inteligencia y de investigación». Miles de pistas a partir del material del señor Mitrojin han sido seguidas por todo el mundo.
El historiador estadounidense J. Arch Getty, de la Universidad de California en Los Ángeles (UCLA), escribió en la revista American Historical Review (106:2, abril de 2001) que había encontrado al material de Mitrojin como «fascinante», pero también cuestionó sobre cómo pudo él haber transcrito y contrabandeado miles de documentos del KGB, sin haber sido detectado, durante un prolongado período de treinta años.
Por su parte, Bahukutumbi Raman, antiguo jefe indio de lucha contra el terrorismo, destacó el hecho de que Mitrojin no llevó documentos originales ni fotocopias de los mismos. En cambio,  contrabandeó hacia Occidente notas escritas a mano del contenido de los documentos.
La académica Amy Knight describió al libro como el último ejemplo de un género emergente de historias de espías basados en material de los archivos del KGB. No obstante, ella cree que el libro no revela nada realmente nuevo y significante.

"Mientras que The sword and the shield contiene nueva información... ninguna de ella tiene mucho significado como para [permitir] una interpretación más amplia de la Guerra Fría".

Asimismo agregó al respecto que: 

"El principal mensaje con el que el lector se encuentra después de arar a través de las casi mil páginas es el mismo que uno recogió de los libros anteriores: los soviéticos fueron increíblemente exitosos, aunque malvados, maestros del espionaje, y ninguno de los servicios [de inteligencia] occidentales pudo acercarse a igualar su pericia. Bravo por el KGB"

Miles de pistas ofrecidas por el material del archivo Mitrojin han sido seguidas través de todo el mundo. Como resultado de ello, las agencias de inteligencia y seguridad occidentales, en cooperación con los gobiernos de los países de la OTAN han podido poner fin a varias de estas amenazas residuales de los pasados tiempos de la Guerra Fría. Muchas investigaciones previamente irresolutas han podido ser cerradas, muchas sospechas previas confirmadas, y algunos nombres y reputaciones han sido limpiados. Las agencias de inteligencia aliadas han evaluado el valor del material del señor Mitrojin como «inmenso».
Por su parte, el autor Joseph Trento comentó que "sabemos que el material de Mitrojin es real porque llena los huecos en los archivos [de los servicios de inteligencia] occidentales sobre los casos más importantes hasta 1985. Además, el material operativo coincide con intercepciones electrónicas occidentales e informes de agentes. Lo que el MI6 obtuvo por un poco de gratitud y una pensión fue la joya de la corona de la inteligencia rusa" [es decir, soviética]

### Recepción de los medios de comunicación
The Economist criticó el libro como «curiosamente insatisfactorio. Mucho de esto es una narrativa presentada elegantemente de información que ya está en el dominio público sobre las jugarretas soviéticas hechas durante la guerra fría». Los críticos se preguntan «cuánta más confusión fue cosechada cuando una sección fileteada de información sobre las operaciones del KGB en Occidente fue publicada bajo el nombre de Mitrojin en 1999, el mundo no secreto nunca va a saber. Lo mismo aplica a este segundo volumen, que detalla los trucos sucios del Kremlin en el Tercer mundo. Como con el primero, Mitrojin tiene un coautor, Christopher Andrew, un historiador que disfruta ataduras cercanas con la seguridad y los servicios de inteligencia británicos».
El Central European Review describió al trabajo de Vasili Mitrojin y Christopher Andrews como una «lectura fascinante para todos los interesados en el arte del espionaje, recolección de inteligencia y su rol general en las relaciones internacionales en el s. XX», ofreciendo «una ventana a la visión soviética del mundo [como el caso Hanssen en los Estados Unidos] claramente indica cómo la “pequeña” Rusia se ha liberado de haber sido la sociedad dominada por el terror y el espionaje que fue durante las siete infames décadas de comunismo».

## Libros
- Andrew, Christopher; Vasili Mitrojin (1999). The sword and the shield: The Mitrokhin Archive and the secret history of the KGB (“La espada y el escudo: El Archivo Mitrojin y la historia secreta del KGB”). Basic Books. ISBN 0-465-00310-9.

- Andrew, Christopher; Vasili Mitrojin (1999). The Mitrokhin Archive: The KGB in Europe and the West. (“El Archivo Mitrojin: El KGB y Occidente”). Allen Lane. ISBN 0-713-99358-8.

- Andrew, Christopher; Vasili Mitrojin (2000). The Mitrokhin Archive: The KGB in Europe and the West (“El Archivo Mitrojin: El KGB y Occidente”. Gardners Books. ISBN 0-14-028487-7.

- Andrew, Chistopher; Vasili Mitrojin (2000). The sword and the shield: The Mitrokhin archive and the secret history of the KGB (“La espada y el escudo: El KGB en Europa y Occidente”). Basic Books. ISBN 0-465-00312-5.

- Mitrojin, Vasili (2002). KGB lexicon: The Soviet intelligence officer's handbook (“[Libro de] Léxico del KGB: Manual del oficial soviético de inteligencia”). Frank Cass & Co. Ltd. p. 451. ISBN 0-7146-5257-1.

- Andrew, Christopher; Vasili Mitrojin (2005). The world was going our way: The KGB and the Battle for the Third World (“El mundo estaba yendo en nuestro camino: El KGB y la batalla por el Tercer Mundo”). Basic Books. ISBN 0-465-00311-7.

- Andrew, Christopher; Vasili Mitrojin (2005). The Mitrokhin Archive II: The KGB and the world ("El archivo Mitrojin II: El KGB y el mundo"). Allen Lane. ISBN 0-7139-9359-6.